# Casa de Charles Gunn
La Casa de Charles Gunn (también conocida como la Casa Bellenger) es una residencia histórica ubicada en Gadsden, Alabama, Estados Unidos.

## Historia
La casa fue construida en 1886 por Edward Tracy Hollingsworth, un comerciante y banquero local. Charles Logan Gunn, dentista, compró la casa en 1901. Su hija, Carolyn Gunn Bellenger, heredó la casa y se la heredó a la ciudad tras su muerte en 1990. La ciudad restauró la casa y ahora la alquila para reuniones y eventos.

## Descripción
La casa de estilo victoriano altamente decorada tiene un techo abuhardillado con un hastial saliente sobre una ventana salediza en los lados norte y este. La fachada también presenta un porche envolvente con balaustrada de celosía. La casa se incluyó en el Registro de Monumentos y Patrimonio de Alabama en 1984 y en el Registro Nacional de Lugares Históricos en 1993.